# Терновый венец
Терно́вый вене́ц (др.-греч. στέφανος ἐξ ἀκανθῶν) — венец из ветвей растения с шипами (терниями), который, согласно Евангелиям, был возложен на голову Иисуса Христа римскими воинами во время его поругания.

## Евангельская история
О возложении на Иисуса Христа венца из тёрна пишут три евангелиста:
…и, сплетши венец из терна, возложили Ему на голову и дали Ему в правую руку трость; и, становясь пред Ним на колени, насмехались над Ним, говоря: радуйся, Царь Иудейский! (Мф. 27:29)
…и одели Его в багряницу, и, сплетши терновый венец, возложили на Него (Мк. 15:17)
И воины, сплетши венец из терна, возложили Ему на голову, и одели Его в багряницу (Ин. 19:2)
О том, когда сняли терновый венец, в канонических Евангелиях не написано. Некоторые художники рисуют Иисуса Христа на кресте с терновым венцом.

## В Средние века
По преданию, первоначально терновый венец находился в Иерусалиме, но в 1060-е годы был перевезён в Константинополь. Николай Месарит, митрополит Эфесский (XII — начало XIII века) — богослов, церковный и государственный деятель сообщает о том, что в 1201 году в Константинополе, в храме Богородицы Фара (др.-греч. τοῦ Θάρου — при маяке) — в церкви, предназначенной для повседневной литургии в присутствии императора и его семьи, а также для торжественных служб в 1-й день года, 1 мая, в день поминовения пророка Илии (в присутствии синклита), в Великий четверг и в Великую субботу, хранились следующие реликвии: Терновый венец Христа, туника Христа, посох Христа, плеть Его бичевания, святой гвоздь, копьё Лонгина, частицы сандалий Христа (привезены императором Иоанном Цимисхием из Палестины в 975 году).
Во время Четвёртого крестового похода Константинополь был разграблен в 1204 году. Реликвии, находившиеся в нём, вывезли крестоносцы, в числе их был и Терновый венец. В 1239 году Людовик Святой приобрёл Венец, по некоторым данным, за огромную по тем временам сумму в 135 тысяч ливров у Латинского императора Балдуина II. Точнее, Балдуин II заложил Терновый венец венецианцам, у которых он был выкуплен Людовиком Святым. В 1239 году, в ходе процессии в Санс, Людовик Святой со своим братом Робером д’Артуа, босые, в простых рубахах, несли раку с Терновым венцом. Затем Терновый венец был доставлен в Париж, куда позже были привезены частицы Креста Господня, Копьё Лонгина и другие предметы-свидетели Ветхого и Нового Заветов. Для хранения священных реликвий Людовик Святой повелел возвести в Париже особую церковь Сент-Шапель (часовня королевского дворца, фундамент был заложен в 1242 году) и в том же 1239 году временно поместил Терновый венец в городской собор. В 1246 году Терновый венец был перенесён в часовню Сент-Шапель.
В сочинении «Трактат о реликвиях», написанном в 1543 году протестантом Жаном Кальвином и многократно издававшемся впоследствии, написано, что частей Тернового венца было столь много, что если их собрать, то получится более четырёх венцов. Они были: третья часть венца в Сент-Шапель в Париже; три шипа в Римской церкви Святого Креста; много шипов в Римской церкви святого Евстафия; множество шипов в Сиене; один шип в Виченце; пять шипов — в Бурже; в Безансоне, в церкви Святого Иоанна — три; Мон-Руаяле (фр. Mont-Royal (Sarreinsberg)) — три; в Соборе Овьедо в Испании; в Собор Святого Иакова в Галисии — два; в Альби — три; в Тулузе; Маконе; Шарру (Вьенна) (фр. Charroux (Vienne)) в Пуату; в базилике Нотр-Дам де Клери-Сент-Андре (фр. Basilique Notre-Dame de Cléry-Saint-André); Сен-Флур (Канталь); Сен-Максимен-ла-Сент-Бом (фр. Saint-Maximin-la-Sainte-Baume) в Провансе; в фр. l'abbaye de la Salle; в приходской церкви Святого Мартина в Нуайоне.

## В Новое время
Во время Французской революции XVIII века, после пожара в часовне Сент-Шапель, Терновый венец был перенесён в Национальную библиотеку Франции. Возвращён Церкви Наполеоном I. В 1806 венец был помещён в ризницу собора Парижской Богоматери.

## Современность
Реликвия, почитаемая как Терновый венец Господа, представляющая собой целый венец, находится на постоянном пребывании в Париже, в соборе Парижской Богоматери. Вынос реликвии для почитания осуществляется в первую пятницу каждого месяца, каждую пятницу в период Великого поста и в Страстную пятницу.
При пожаре в соборе 15 апреля 2019 года Терновый венец был вынесен из собора и до его восстановления хранился в Лувре.

## В фалеристике
Терновый венец является центральным элементом ордена Белого движения «Знак 1-го Кубанского (Ледяного) похода».